# 軍道

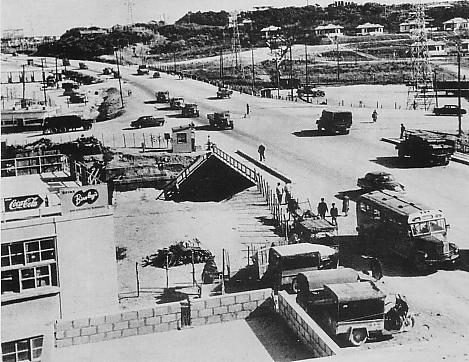
1950年代の軍道1号線（那覇市泊）

軍道（ぐんどう）は、アメリカ施政権下の沖縄において、米国民政府が設置し、維持管理を行っていた道路。軍用道路とも呼ばれた。日本本土における国道に相当したが、軍用車両も通行できるなど軍事的観点から全線が舗装されており、管理と補修は米軍によって行われた（1号線（現国道58号）は一部米軍機の非常用滑走路の役割も備えていた）。本土復帰直前にそのほとんどが琉球政府に移管されて政府道となり、復帰と同時に国道または県道に移行した。
軍道は、米軍基地内を通る純軍道と基地外を通る一般の軍道に分かれた。さらに政府道に近いが、管理と補修を米軍が行う軍営繕道もあった。

## 軍道一覧
所在自治体は1972年の本土復帰時点

### 純軍道区間
- 3号線 米軍那覇基地第1ゲート - 第3ゲート
  - 現在・陸上自衛隊那覇駐屯地第1ゲート付近 - 航空自衛隊那覇基地ゲート付近、全区間国道331号（1973年返還）
- 5号線 米軍嘉手納基地第2ゲート - 第3ゲート
- 12号線 読谷村喜名 - 米軍嘉手納弾薬庫 - 嘉手納基地内
- 20号線 嘉手納基地第2ゲート - 第1ゲート（嘉手納基地内）

### 軍道区間
- 1号線 那覇市明治橋 - 読谷村大湾
  - 現在・国道58号
- 3号線 那覇市明治橋 - 米軍那覇基地第1ゲート（現陸上自衛隊那覇駐屯地第1ゲート付近）
  - 現在・国道331号
- 5号線 コザ市（現沖縄市）胡屋 - 宜野湾市普天間
  - 現在・国道330号
- 6号線 読谷村伊良皆 - 楚辺通信所
  - 現在・沖縄県道6号線
- 7号線 那覇軍港入口 - 奥武山交差点、那覇市小禄交差点 - 糸満市照屋高嶺入口交差点
  - 現在・国道332号（那覇軍港 - 奥武山）、沖縄県道7号奥武山米須線（小禄 - 糸満）
- 8号線 具志川市（現うるま市）栄野比 - 安慶名交差点、同市大田 - 勝連村（現うるま市勝連）ホワイトビーチ
  - 現在・沖縄県道10号伊計平良川線（大田 - 平安名）、沖縄県道8号線（栄野比 - 安慶名・平安名 - ホワイトビーチ）
- 10号線 具志川市（現うるま市）平良川 - 大田
  - 現在・沖縄県道10号伊計平良川線
- 12号線 読谷村宇座残波岬 - 瀬名波
  - 現在・読谷村道残波線
- 13号線 与那原町与那原交差点 - 金武村（現金武町）屋嘉、宜野座村潟原 - 名護市辺野古キャンプシュワブゲート
  - 現在・国道329号（ただし、池原－石川の区間は2005年に石川バイパス全線開通により、2016年に沖縄県道255号石川池原線となった）
- 16号線 嘉手納村（現嘉手納町）嘉手納ロータリー - 具志川市（現うるま市）赤道
  - 現在・沖縄県道74号沖縄嘉手納線（嘉手納ロータリー - 知花）、沖縄県道16号線（知花 - 赤道）
- 20号線 嘉手納基地第2ゲート - 胡屋十字路（ゲート通り）
  - 現在・沖縄県道20号線空港通り
- 22号線 北中城村ライカム交差点 - コザ市（現沖縄市）比屋根
  - 現在・沖縄県道85号沖縄環状線（ライカム - 島袋）、沖縄県道22号線（島袋 - 比屋根）
- 24号線 コザ市（現沖縄市）胡屋十字路 - 石川市（現うるま市石川）東恩納
  - 現在・国道330号（胡屋 - コザ十字路）、沖縄県道75号沖縄石川線（コザ十字路 - 東恩納）
- 30号線 宜野湾市伊佐 - 北中城村渡口（普天間 - 石平は5号線と重複）
  - 現在・沖縄県道81号宜野湾北中城線
- 44号線 与那原町与那原 - 佐敷村（現南城市佐敷）馬天新里入口
  - 現在・国道331号
- 130号線 北谷村（現北谷町）北谷 - 北中城村瑞慶覧
  - 現在・沖縄県道130号線
- 137号線 佐敷村（現南城市佐敷）津波古 - 玉城村（現南城市玉城）親慶原
  - 現在・沖縄県道137号佐敷玉城線
- 南静園線 平良市（現宮古島市平良）大浦 - 島尻南静園
  - 現在・沖縄県道83号保良西里線（大浦 - 南静園入口）
- 八重山民政官府線 石垣市新川 - 八重山民政官府（現児童公園）
  - 現在・石垣市道

### 軍営繕道区間
- 1号線 読谷村大湾 - 名護市名護城交差点
  - 現在・国道58号（読谷村 - 恩納村間は旧道区間、恩納村山田 - 仲泊は沖縄県道6号線）
- 5号線 宜野湾市普天間 - 真栄原
  - 現在・国道330号（普天間 - 我如古）、沖縄県道34号宜野湾西原線（我如古 - 真栄原）
- 6号線 恩納村仲泊 - 石川市（現うるま市石川）東恩納
  - 現在・沖縄県道6号線
- 13号線 糸満市照屋高嶺入口交差点 - 与座、金武村（現金武町）屋嘉 - 宜野座村潟原
  - 現在・沖縄県道77号糸満与那原線（高嶺入口 - 与座）、国道329号（屋嘉 - 潟原）
- 15号線 東風平村（現八重瀬町）高良 - 具志頭村（現八重瀬町）仲座
  - 現在・沖縄県道15号線
- 34号線 宜野湾市大謝名 - 真栄原
  - 現在・沖縄県道34号宜野湾西原線
- 44号線 那覇市旭橋交差点 - 与那原町与那原
  - 現在・国道330号（旭橋 - 古波蔵）、国道507号（古波蔵 - 上間）、国道329号（上間 - 与那原）

（2007年9月まで全区間国道329号だったが、那覇東バイパスが本線に変わり那覇市内でルート変更したため）
- 52号線 糸満市与座 - 東風平村（現八重瀬町）高良
  - 現在・沖縄県道52号線